# Partido de la Liberación
El Partido de la Liberación (PL) es un partido político de Argentina fundado en 1965. El partido se considera continuación de Vanguardia Comunista partido comunista fundado en los años 60.

## Historia de Vanguardia Comunista
El surgimiento del peronismo en 1945, su triunfo electoral en 1946 y su ilegalización por la dictadura que lo derrocó en 1955 y los gobiernos que la sucedieron, tuvo un fuerte impacto en el Partido Socialista (PSA), como consecuencia de la postura que se debía adoptar frente al peronismo, desde la alianza al enfrentamiento frontal. Ello llevó a múltiples divisiones del PS (PSD, PSA, PSVC, PSP-García Costa, PSP-Estévez Boero, PSLN, PSU, Confederación Socialista).
Vanguardia Comunista surge a partir de una desprendimiento de una de esas escisiones, el Partido Socialista Argentino de Vanguardia (PSAV), que había sido creado a fines de 1961, con una postura de gran cercanía al peronismo, al punto de levantar sus candidaturas propias y y llamar a votar la lista del peronismo en las elecciones de Buenos Aires de 1962, encabezada por el sindicalista Andrés Framini. El sector que procedió a fundar VC, liderado por Elías Semán, cuestionaba el acercamiento del PSVC con el peronismo, así como la aceptación de la vía electoral y pacífica, sosteniendo que se debía adoptar una clara ideología comunista, a partir de los postulados marxista-leninistas estalinistas y maoístas, y adoptar la lucha armada (bajo la consigna «¡Ni golpe ni elección, revolución!»), pero criticando la estrategia «guerrillerista» que había adoptado la Revolución Cubana, para defender una estrategia «insurreccionalista», sobre todo a partir del Cordobazo en 1969.
Finalmente, el 5 de abril de 1965, durante el gobierno del radical Arturo Illia, elegido con la proscripción tanto del peronismo como del frondizismo, se fundó Vanguardia Comunista, adoptando explícitamente la ideología del marxismo-leninismo-maoísmo, convirtiéndose en el primer partido maoísta en la República Argentina. Esta ruptura ideológica interna entre los partidarios de una teoría revolucionaria —entre los que se encontraba VC— y los partidarios de las vías reformistas, dio lugar también a otros dos sectores del antiguo PSAV que constituyeron más tarde el partido Vanguardia Popular y el Partido Comunista Maoísta (PCM) por fuera de VC. Elías Seman fue elegido como secretario general. Otros dirigentes e integrantes de VC fueron Roberto Cristina, Rubén Kriscautzky, Mario Hugo Geller y Beatriz Perocio.
En 1966, un nuevo golpe de Estado implantó una dictadura de tipo permanente bajo el mando del general Juan Carlos Onganía. Onganía fue derrocado por un golpe de Estado interno en mayo de 1970, como consecuencia de la aparición de un amplio movimiento insurreccional expresado en una serie de puebladas (como el Cordobazo) y organizaciones guerrilleras (como Montoneros y el ERP). Recién en 1971 se realizó el 1er Congreso Nacional de VC, donde fue elegido secretario general Roberto Cristina.
En 1976, en su II Congreso, Vanguardia Comunista adopta el nombre de Partido Comunista Marxista Leninista (PCML). Fue ilegalizado entre el 24 de marzo de 1976. En su III Congreso realizado en 1983, adoptó el nombre de Partido de la Liberación.
En las elecciones presidenciales de Argentina de 1983, el partido apoyó externamente la candidatura de Italo Luder, que resultó derrotado por el radical Raúl Alfonsín.
El Partido es crítico del peronismo, incluido el kirchnerismo, y el «nacionalismo burgués»":

El PL tampoco está de acuerdo con el seguidismo al nacionalismo burgués ni al peronismo en ninguna de sus fracciones actuales (kirchnerismo, fernandismo y mucho menos el massismo). Las llamamos desviaciones “furgonetas”, por ser furgón de cola de una locomotora que maneja la gran burguesía nacional. Allí viajan el PC, PCCE, PCR, Patria Grande y otros cultores del posibilismo, la teoría del mal menor y la subordinación al Frente de Todos.